# Aliança Estel
L'Aliança Estel (francès: Alliance Étoile) va ser un partit polític efímer opositor del nord de Benín, format pels Constructors i Directors de la Llibertat i la Democràcia, Els Verds i la Unió per la Democràcia i la Solidaritat Nacional. Només va participar en dues eleccions: 1999 i 2003.
A les eleccions legislatives del 30 de març del 2003, el partit va guanyar 3 dels 83 escons.